# Юдита Мешківна
Юдита Мешківна (Polish: Judyta Mieszkówna) (1154 — 12 грудня 1201) — польська принцеса, донька короля Мешка ІІІ.
У шлюбі — графиня Ангальту, герцогиня Саксонська.
Праправнучка Великого князя Київського Володимира Святого та Святополка Ізяславича. По батьківській та материнській лінії була нащадком Великих князів Київських Володимира Святого та Ярослава Мудрого.

## Біографія
Точна дата народження невідома. Приблизно народилась 1154 р.
Донька Мешка ІІІ, що був правнуком Великого князя Київського Володимира та його дружини Єлизавети, доньки короля Угорщини Бели II, онука української княжни Предслави, правнучка Великого князя Київського Святополка Ізяславича.
Юдита вийшла заміж за герцога Саксонії Бернхарда III.
Цей союз був частиною численних династичних домовленостей, зроблених Великим князем Мешко III.
В шлюбі Юдита і Бернхард народились:
- Магнус, помер у дитинстві
- Генріх (1170—1251/1252), князь (граф) Ангальта, граф Балленштедта, Ашерслебена
- Альбрехт (1175—1260), герцог Саксонии у 1212—1260 роках, засновник Саксонської гілки династії Асканіїв
- Адельгейда (д/н-1244), абатиса абатства Гернроде
- Ядвига (д/н — після 1206), дружина Ульріха, графа Веттіна
- Іоганн (д/н — після 1256), пробст в Хальберштадті.

Померла після 12 грудня 1201 р.

## Родовід
Юдита Мешківна веде свій родовід, в тому числі, й від великих князів Київських Ярослава Мудрого, Володимира Великого та Святополка Ізяславича.